# Avenida Crámer

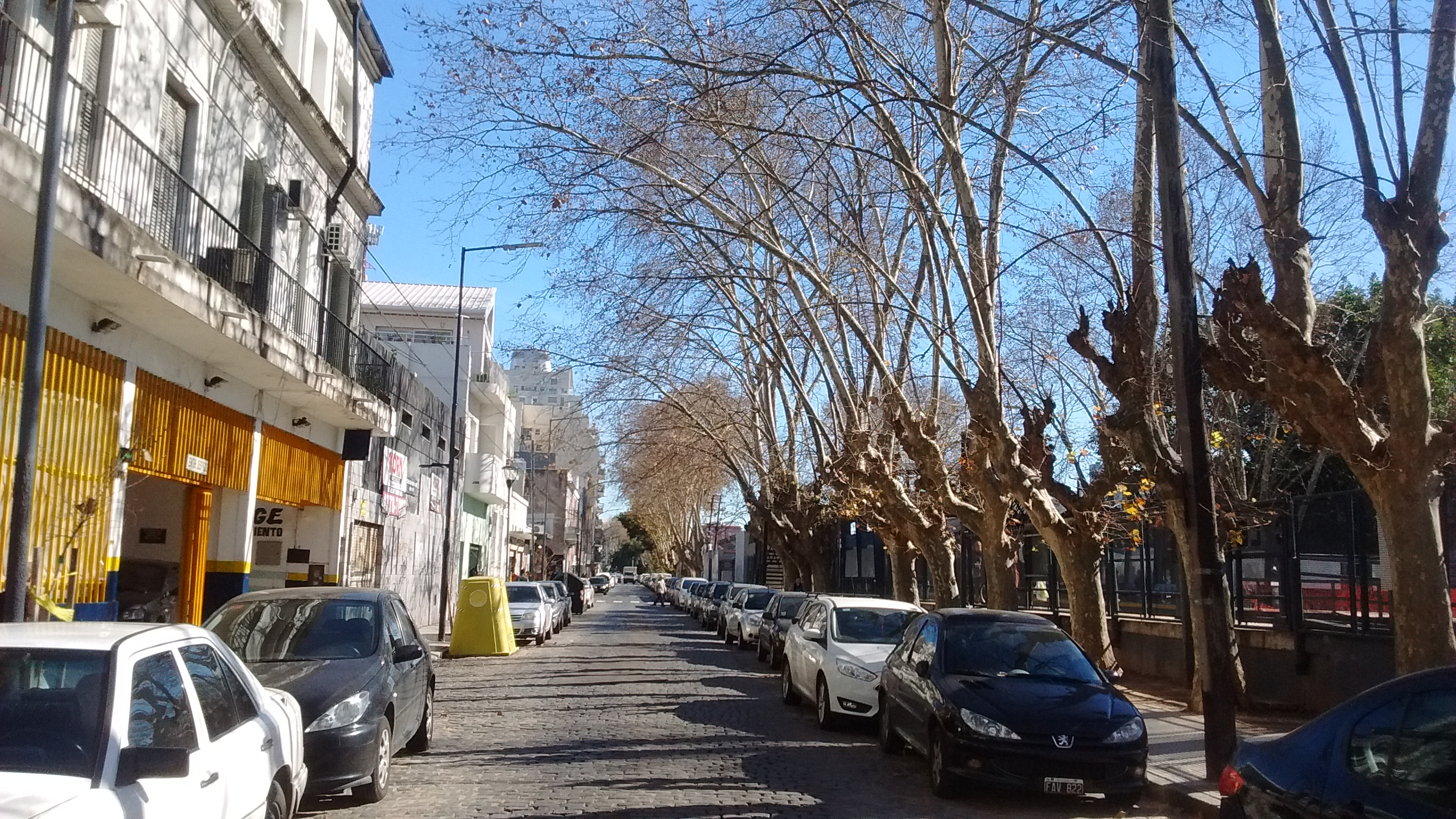
Avenida Cramer al 400, entre Federico Lacroze y Teodoro García, la primera calle que corta (en la imagen) es la avenida Cramer.

La avenida Crámer es una arteria vial del norte la Ciudad de Buenos Aires, Argentina.

## Características
La Avenida Crámer era "adoquinada" hasta la década del '90 en la que se la asfaltó. El empedrado era muy irregular, esto sumado a la falta de sincronización de los semáforos, hacía muy complicado circular por esta avenida en coche.
La falta de sincronización de los semáforos continúa. Desde su cruce con la Avenida Monroe hasta la esquina con la calle Virrey del Pino se puede observar que los semáforos no se encuentran sincronizados.

## Recorrido
La Avenida Crámer recorre casi cinco kilómetros, recorriendo cinco barrios de la ciudad de Buenos Aires.
Una vez atravesada la Avenida Elcano, comienza una zona muy comercial en la que se pueden ver los edificios de mayor categoría correspondientes al barrio de Belgrano, mezclándose modernos edificios con algunos comercios, esta parte de la avenida llega hasta el cruce con la Avenida Monroe.

### Zona residencial
Luego de que la Avenida Crámer atraviesa la Avenida Monroe, se transforma nuevamente en una zona de casas antiguas y donde se aprecia una zona más parecida a un barrio tradicional y tranquilo de Buenos Aires.
Una similar fisonomía se mantiene hasta la Avenida Congreso.

### Segunda zona comercial
Desde la Avenida Congreso y hasta la calle Jaramillo se encuentra una segunda zona comercial, aunque no ostenta el nivel de la anterior.

### Segunda zona residencial
Desde la Avenida García del Río y hasta su fin en la Avenida General Paz, la Avenida Crámer es una avenida tranquila inmersa en un barrio residencial con muy poco movimiento, como es el barrio de Saavedra.

## Cruces importantes y lugares de referencia
Principales cruces de esta avenida.
0: Avenida Dorrego (comienzo de la arteria).
100: Predio del CEAMSE (Sede Ciudad de Buenos Aires)
200: Torres de Crámer.
400: Puente de Jorge Newbery.
700: Túnel de Federico Lacroze.
800: Estación Colegiales.
1200: Puente Peatonal Zabala.
1600: Colectora de la línea Mitre.
1700: Cruce con las avenidas de los Incas y Elcano, y la calle Virrey del Pino, donde entra completamente al barrio de Belgrano. Comienzo de la doble mano
2500: Avenida Monroe.
2900: Avenida Congreso.
3200: Polideportivo Manuela Pedraza.
3600: Calle Crisólogo Larralde. A partir de aquí circula por el barrio de Saavedra.
3800: Avenida Garcia del Río. Cruzada íntegramente dicha arteria, comienza la mano única en dirección al centro porteño.
4400: Plaza Benjamín Vicuña MacKenna.
4600: Fundación Hospitalaria.
4900: Cruce con la colectora de la avenida General Paz. Final del recorrido.